# Pyrinia vanidosa
Pyrinia vanidosa là một loài bướm đêm trong họ Geometridae.